# Pierre Sabatier
Pierre Sabatier (Poitiers, 1682 – Reims, 24 marzo 1742) è stato un letterato francese.
A 18 anni si fece benedettino della congregazione di San Mauro. Fu amico di Thierry Ruinart, del quale curò gli Annales bénédectines, fu presto relegato nell'abbazia di Saint-Nicase perché sospettato di giansenismo. Tutti i suoi meticolosi studi sulla bibbia pregeronimiana furono raccolti in Bibliorum Sacrorum latinae versiones antiquae seu vetus Italica et ceterae quaecumque in codicibus manuscriptis et antiquorum libris reperiri potuerunt, quae cum Vulgata latina et cum textu graeco comparantur, voll. 3, che uscì postuma a Reims fra il 1743 e il 1749 e spesso attaccata nel corso degli anni.